# Modern asatro

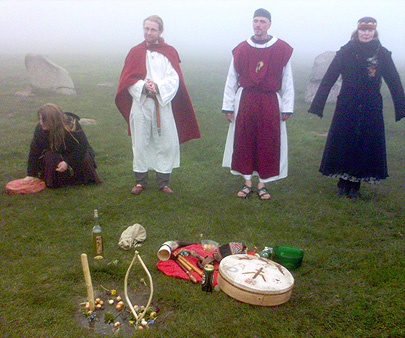
Vårblot i fornlämningen Ales stenar i Skåne vid Sveriges Asatrosamfunds årsting våren 2008.

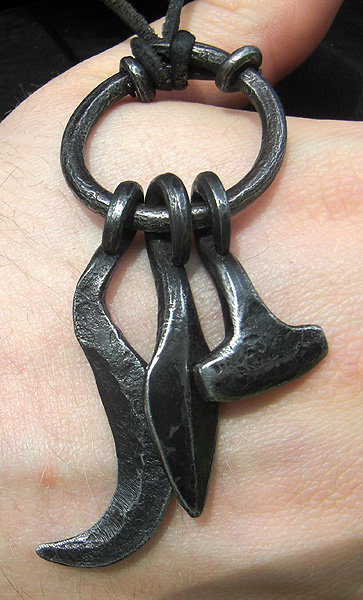
Amulettring med Frejs skära, Odens spjut och Tors hammare.

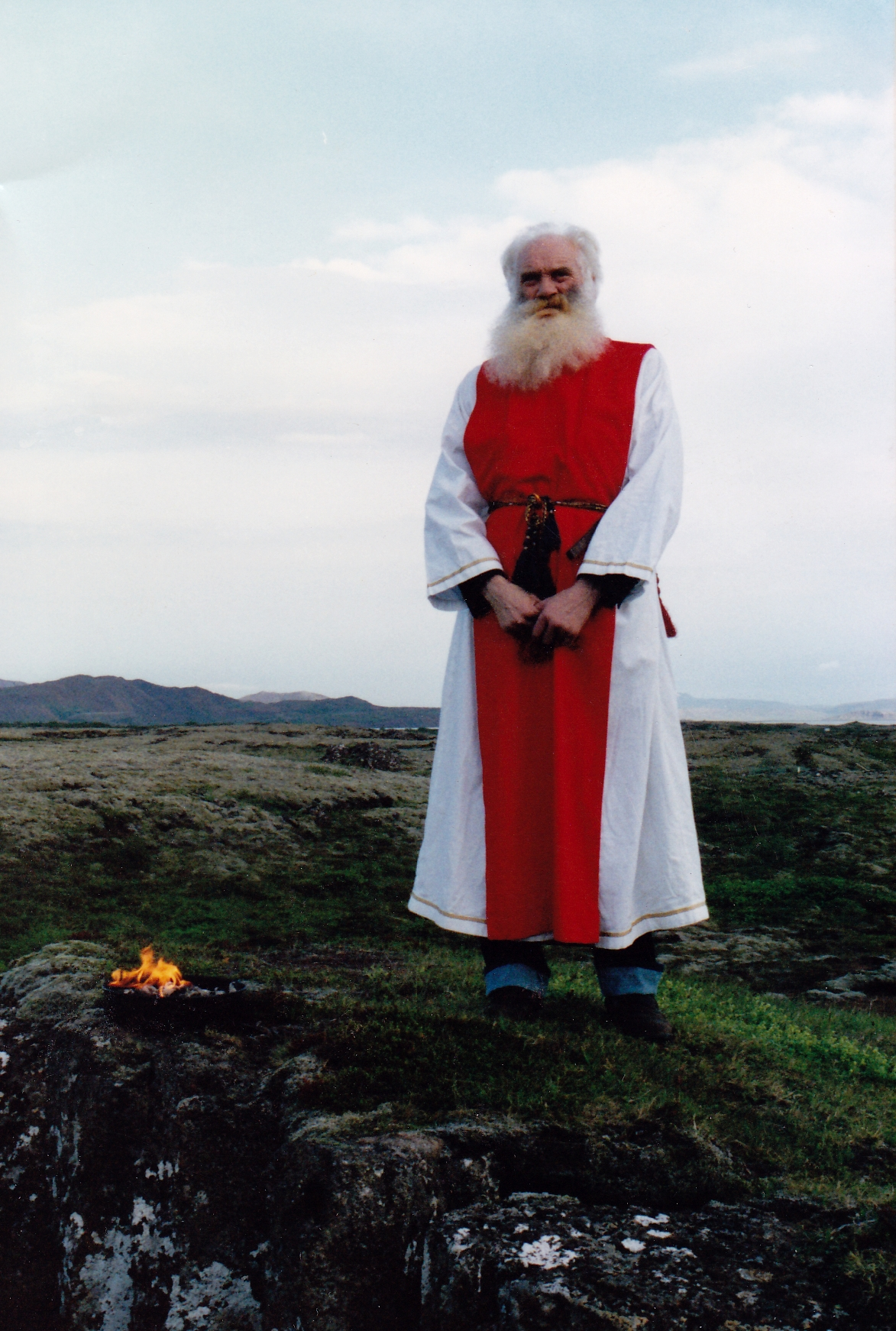
Allsherjargode Sveinbjörn Beinteinsson vid ett blot med Ásatrúarfélagið 1991.

Modern asatro, även kallad forn sed  eller nordisk sed, är yttringar av fornnordisk religion och folktro. Asatron är en modern religion som växte fram i slutet av 1960-talet men med historiska rötter. De flesta asatroende ser det alltså inte som ett försök att återskapa en vikingatida religion, utan som om de återupptäcker ett andligt arv som förändrat sig under århundradens lopp. Asatron är en naturreligion eftersom de högtider man firar hänger samman med årstidernas växlingar och gudar och makter kan ses som manifestationer av naturkrafter.
Enligt en undersökning av Fredrik Gregorius så domineras den svenska asatro-miljön "helt av demokratiska, toleranta och miljömedvetna grupper".

## Bakgrund
Rester av den gamla hedniska tron som i dag kallas asatro och ibland forn sed levde länge kvar även sedan kristendomen infördes i Sverige och Norden. Hedniska traditioner och föreställningar levde kvar i århundraden och faktiskt även in i våra dagar. Det tydligaste exemplet är veckodagarnas namn, och även seden att fira midsommar och jul (midvinter) fanns i äldre tid. Ebbe Schön skriver i sin bok Asa-Tors hammare om hur rester av asatron levde kvar i folksagor ännu i början av 1900-talet. Det rör sig inte om någon obruten tradition från förkristen tid, utan om fragment som överlevt i mer eller mindre förändrad form.

## Terminologi

### Asatro
Prefixet asa- åsyftande skandinavisk polyteism myntades av Nikolaj Frederik Severin Grundtvig i början av 1800-talet. Bildningen asatro finns tidigast belagd i svenskan i Carl Gustaf af Leopolds essä Om diktens bruk i poesien från cirka 1820.

### Nordisk sed
Begreppet nordisk sed myntades 1995 inom det som senare blev Samfälligheten för Nordisk Sed. Med Nordisk sed avses de folkliga traditioner som ännu i modern tid finns utanför kyrkans kontroll. Det handlar om de hedniska inslagen i folktron och har inget med Eddorna att göra. 

### Forn sed
Termen forn sed (särskrivet) lanserades 1991 av Olof Frömund Ansheille i boken Frågor om asatro. Forn sed (även den gamla seden) i dess moderna betydelse fick snabbt fäste och användes redan när Sverige Asatrosamfund bildades 1994. Begreppet användes också första gången som synonym till asatro i svensk press år 2000. Begreppen nordisk sed och forn sed fick spridning i Skandinavien då samfund med de namnen började bildas 1997. Begreppet forn siður eller vor siður används även på Island.
I studien "Asatro i tiden" år 2000 konstaterar författaren att flertalet av dem som ingick i hans intervjuundersökning föredrar att använda begreppen "sed", "forn sed" eller "den gamla seden" framför "asatro." I avhandlingen "Modern asatro" år 2008 bekräftas bilden av att begreppet är vanligt då det konstateras att begreppet forn sed blivit mer dominerande än begreppet asatro.  Förespråkare för termerna Forn sed och Nordisk sed kallar sig sedfolk. Vissa förespråkare menar att begreppet asatro uppfattas vara färgat av dels kristna traditioners fokus på tro, dels dess inriktning på gudomen, i vars ställe man placerar asarna.

#### Fornsed i medeltida källor
När Norden blivit kristnat, talade man om tidigare traditioner som "forna". Uttrycket förekommer i avsnitt 77 "Om landsindelning och lagar i Svithiod" i Olav den heliges saga i Snorre Sturlassons Heimskringla (nedtecknad på 1200-talet) där det sägs:
"Í Svíþióðu var þat forn siðr, medan heiðni var þar, at höfuðblót skyldi vera at Uppsölum at gói."
I översättning blir det:
"I Svitjod var det forn sed, medan där var hedet, att huvudblotet skulle vara vid Uppsalarna i göjemånad."
Eller i Emil Olsons översättning:
"I Svitjod var det gammal landssed, så länge hedendomen rådde där, att ett huvudblot skulle äga rum i Uppsala i goe månad."
En annan förekomst är i Njáls saga, avsnitt 93 "Den nya tron" (isl. Brennu-Njáls saga, avsnitt 100). Sagan skrevs mot slutet av 1200-talet men utspelar sig under åren 950-1015:
"Það spurðist með tíðindum þessum að siðaskipti var orðið í Noregi. Og höfðu þeir kastað hinum forna átrúnaði en Ólafur konungur hafði kristnað Vesturlönd, Hjaltland og Orkneyjar og Færeyjar. Það mæltu margir menn svo að Njáll heyrði að slíkt væru mikil firn að hafna fornum sið og átrúnaði."
A. U. Bååths översättning till svenska från 1879:
"Med dessa tidender spordes ock att trosskifte var vordet i Norge. Den gamla tron hade man kastat och Olof konung hade kristnat Västerlanden, Hjaltland, Orkenöarna och Färöarna. Månge yttrade, så att Nial det hörde, hur förmätet och ohördt det vore att så vräka gammal gudsdyrkan och tro."
Observera de begrepp som Bååth översätter trosskifte (isl. siðaskipti) samt gammal gudsdyrkan och tro (isl. fornum sið og átrúnaði). Uttrycken ställs i kontrast till den nya tron, dvs. kristendomen. Somliga anser dock att begreppet användes redan före kristendomens intåg på våra breddgrader.Forn har i så fall inte betydelse ’omodern’ i detta begrepp utan anspelar på den mytologiska tid för länge sedan då sederna skapades. Liknande begrepp, evig sed, väg eller lag finner vi på många håll i världen. I Indien talar man om Sanatan Dharma, som ofta översätts som ”forn/evig sed” eller ”forn/evig lag”, i Kina om Tao, hos Navajoindianerna om Hozhó. Flera indianska stammar benämner sin religion ”the traditional way” som i stort sett motsvarar begreppet forn sed. 
En tredje förekomst av begreppet är Egil och Asmunds saga, också den nedtecknad av Snorre Sturlasson på 1200-talet, som beskriver att edgång kunde ske under handräckning enligt forn sed:
"Siuteligen stodo de upp och räckte de hvarandra handen, takast their nu i hendr, ok sverjast i fbstbraedralag eptir fornum sid".

### Hedendom
Ordet hednisk förekommer eventuellt som haithn i Wulfilas gotiska bibelöversättning från 300-talet. Det används där som en översättning av grekiskans ord hellenis, "grekisk kvinna". Det är omstritt bland språkforskare om detta är samma "hednisk" som senare dyker upp i alla germanska språk, då som motsvarighet till grekiskans ethnikós, "tillhörande ett folk", i betydelsen icke-kristen och icke-judisk. Oavsett den gotiska kopplingen är ordets etymologi omstridd. Det är eventuellt ett lånord från grekiskans éthnē, "folk". Ett annat förslag kopplar det till ordet hed. Dirk Boutkan (2005) tolkar utifrån det senare förslaget "hednisk" som betecknande för någon som tillhör ett gemensamt område, det vill säga ingår i en viss grupp. Det skulle därmed vara ett inhemskt germanskt ord med samma betydelse som grekiskans ethnikós. En del forskare har argumenterat för att det haithn som förekommer i den gotiska Bibeln är ett lånord från éthnē, men att det "hednisk" som senare uppträder i alla germanska språk inte är det.
En äldre tolkning av hed-kopplingen gör gällande att hednisk är en felöversättning av latinets paganus, som då skulle ha tolkats från sin rotbetydelse "lantlig", men det finns inget stöd för detta i historiska källor. Denna tolkning bygger på en felaktig uppfattning om att senantikens hedniska maktcentra fanns på landsbygden, och därigenom stod i kontrast till de tidiga kristna i städerna. I själva verket fanns även den hedniska makten i städer när detta ord framträder. Tolkningen förutsätter också att ordet är en efterbildning från latin, men det dyker upp i en tid när detta var ytterst ovanligt och översättningar från grekiska var det normala.

## Olika sorters asatro
Om grunden för den svenska och nordiska asatron är seder och traditioner så finns det även andra tolkningar och förhållningssätt i den moderna asatron. Rasistiska och nationalsocialistiska grupperingar har använt sig av asatron och dess symboler i politiska syften, oftast utan att ha någon religiös anledning (även om exempel finns på kombinationer av religiösa och rasistiska föreställningar). Det finns också grupper som använder asatron eller delar av den i ett större neopaganistiskt eller magiskt sammanhang. Forskare brukar göra en uppdelning av de asatroendes förhållningssätt till ras och etnicitet i tre kategorier. Lägger man till två kategorier till får man en ganska heltäckande bild av den moderna asatron.
- Kulturell asatro: anser att asatro handlar om seder och historia. Fokuserar även på naturromantik. Dessa grupper har ofta en antirasistisk inställning och tar starkt avstånd från rasideologisk och etnisk asatro (se nidstång). Huvudspåret i Sverige och Norden. I denna grupp ingår Sveriges Asatrosamfund, Nätverket Forn Sed och Samfälligheten för Nordisk Sed.
- Rasideologisk asatro: de grupper som fokuserar på rastillhörighet och blodmystik. Dessa grupper är ovanliga i Sverige. Tidigare fanns Svensk Hednisk Front.
- Etnisk asatro: grupper som anser att asatro handlar om etnisk tillhörighet. De ser sig inte som rasister men talar om ”folksjäl” och att olika etniciteter är genetiskt betingade för olika gudar. Ovanliga i Sverige, men det avsomnade Norröna Samfundet brukar räknas dit.
- Paganistisk asatro: grupper som införlivar fornnordiska föreställningar i trossystem som inte har något med asatro att göra, som till exempel nordiska häxor (wicca).
- Magisk asatro: grupper som integrerar fornnordisk symbolik och runmagi i sin praxis, men där elementen av asatron bara är en del av dessa rörelser tro och där det infogas i ett nytt sammanhang. Här kan man egentligen inte tala om vare sig asatro eller forn sed. Exempel i Sverige är Dragon Rouge, Temple of Set och Svenska Satanistkyrkan.

## Modern asatro i världen
Se modern asatro i Sverige och modern asatro i USA.

## Sed kontra sejd
En skiljelinje i svensk asatro går mellan hedningar som lägger tonvikt på sed respektive sejd. Sedfolk betonar folktro, traditioner och sedvänjor med anknytning till forn sed. Sejdfolk använder schamanistiska tekniker som trumresor. Den förkristna magiska traditionen sejd har i moderna asatro tolkats som en speciell nordisk schamanism. Bland annat har man hämtat inspiration från nåjder – de samiska schamanerna och deras trolltrummor (ringtrumma).
Sejdfolket utövar i regel forn sed precis som sedfolk, men använder sig också av schamanism. Men för en del sedfolk upplevs schamanismen som något som är oförenligt med forn sed, antingen med argumentet att denna moderna sejd inte har något med den förkristna varianten av sejd att göra, eller kanske vanligare med argumentet att schamanism inte ingår i de traditioner och sedvänjor som stammar från folktron.

## Organisationer inom modern asatro

### Norden
Danmark
- Asatrofællesskabet i Danmark bildades 2003 och blev trossamfund 2004.
- Forn Siðr – Asa- og Vanetrosamfundet i Danmark bildades 1997 och blev statligt erkänt som trossamfund 2003. Samfundet uppgav sig ha 600 medlemmar år 2010.
- Nordisk Tingsfællig bildades 2010.

Island
- Reykjavíkurgoðorð
- Ásatrúarfélagið bildades 1972 och blev godkänt som nationellt trossamfund 1973.

Norge
- Foreningen Forn Sed  bildades 1998 och blev registrerat som trossamfund 1999.
- Åsatrufellesskapet Bifrost bildades på 1980-talet och blev registrerat som trossamfund 1998.

Sverige
- Norröna Samfundet, bildat 2000, nedlagt 2005
- Nordiska Asa-samfundet[25] bildades 2014 och blev registrerat som trossamfund 2016.[26] Samfundet uppgav sig ha 500 medlemmar år 2016[27] och 800 år 2018.[28]

- Nätverket Forn Sed bildades 2004.
- Sveriges Asatrosamfund bildades 1994 och blev registrerat som trossamfund 2007. Bytte 2010 namn till Samfundet Forn Sed Sverige.
- Samfälligheten för Nordisk Sed bildades 1997.

### Övriga Europa
Frankrike
- Forn Sidr France

Nederländerna
- Het Rad

Spanien
- Comunidad Odinista de España-Asatru
- Gotland Forn Sed – Ásatrú Vikingo

Storbritannien
- The Kith of Yggdrasil
- Odinic Rite
- Odinist Fellowship

Tyskland
- Eldaring
- Germanische Glaubens-Gemeinschaft
- Verein für germanisches Heidentum

### Övriga världen
Australien
- Assembly of The Elder Troth

Canada
- Heathen Freehold Society

USA
- Ásatrú Alliance
- Asatru Folk Assembly
- Iðavelli Hof
- The Troth